# Сложные удобрения
Комплексные удобрения — удобрения, содержащие несколько питательных элементов. 
Комплексные удобрения подразделяются на:
- Сложные, содержащие два или три питательных элемента в составе одного химического соединения и получаемые в едином технологическом процессе. Соотношение между питательными элементами в этих удобрениях определяется их формулой. Например,
  - аммофос NH4H2PO4 и немного (NH4)2HPO4
  - калийная селитра KNO3
  - магний-аммоний-фосфат MgNH4PO4
- Сложно-смешанные удобрения, получаемые путём химической или физической обработки одно- и двухкомпонентных удобрений, а потому единой химической формулы для представителей этой группы нет. Соотношение элементов питания в таких удобрениях определяется количеством исходных компонентов.